# نعومي كي. لويس
نعومي كي. لويس (بالإنجليزية: Naomi K. Lewis)‏ (1976، لندن في المملكة المتحدة)؛ روائية كندية.